# 大阪南消防組合
大阪南消防組合（おおさかみなみしょうぼうくみあい）は、大阪府南河内地域の8市町村が組織する一部事務組合、消防組合。消防本部名は大阪南消防局（おおさかみなみしょうぼうきょく）。2023年までは柏原羽曳野藤井寺消防組合（かしわはらはびきのふじいでらしょうぼうくみあい）であった。

## 概要
柏原市、羽曳野市、藤井寺市、富田林市、河内長野市、太子町、河南町、千早赤阪村の8市町村により組織されている。
対象エリア約287平方キロメートルは、大阪府内で最も広い地域を担う消防組織であり、人員規模は大阪府内で大阪市消防局、堺市消防局、枚方寝屋川消防組合に次ぐ4番目に多い。

## 沿革
- 1963年（昭和38年）10月1日 - 柏原羽曳野美陵消防組合として発足。
- 1966年（昭和41年） - 美陵町が市制を施行し藤井寺市になると同時に柏原羽曳野藤井寺消防組合に名称変更。
- 2016年（平成28年）4月 - 高度救助隊が発足。
- 2024年（令和6年）1月 - 大阪南消防組合へ名称変更[3]。
- 2024年（令和6年）4月 - 富田林市、河内長野市、太子町、河南町、千早赤阪村の5市町村が新たに加入し（富田林市消防本部、河内長野市消防本部を統合、吸収する形）、業務を開始した。

## 組織
- 大阪南消防局
  - 総務部
  - 警防部
  - 柏羽藤消防署 - 藤井寺市青山3-613-8
    - 藤井寺分署 - 藤井寺市国府1-1-8
    - 柏原分署 - 柏原市河原町1-90　※2019年に出張所から分署に昇格
    - 国分出張所 - 柏原市国分本町2-5-5
    - 羽曳野出張所 - 羽曳野市羽曳が丘4-14-8
    - 高鷲出張所 - 羽曳野市島泉8-8-2

  - 富田林消防署 - 富田林市甲田1-7-1
    - 金剛出張所 - 富田林市高辺台2-1
    - 河南出張所 - 南河内郡河南町大字白木1279-1
    - 太子出張所 - 南河内郡太子町大字山田88
    - 千早赤阪出張所 - 南河内郡千早赤阪村大字東阪77-1

  - 河内長野消防署 - 河内長野市小山田町1663-3
    - 千代田出張所 - 河内長野市木戸1丁目23-5
    - 南花台出張所 - 河内長野市南花台8丁目4-3

## 柏原羽曳野藤井寺消防組合

### 特徴
- 本部名が長いため、「柏羽藤（かしはふじ）」と呼ばれる。また、(かしはふじ)は読みにくいので、(かしわふじ)と呼ぶ人がいる。
- 現在の藤井寺分署が発足当初の消防本部、本署であった。
- 毎年2月にPL教団内で行われる「南大阪駅伝」一般の部で優勝を何回もしている。
- 藤井寺市の井関和彦元市長は、当組合の第四代消防長であった。（在任期間 1986年～1998年）
- 藤井寺市、羽曳野市の市境界は入り組んでおり、飛び地も少なくないため広域消防の利点が生かされている。
- 大阪府下の消防で行われる救助訓練や救助の大会では、数多く優勝や準優勝している。
- 東日本大震災や熊本地震では緊急消防援助隊を派遣している。

### 車両一覧
- 消防ポンプ車 ：11（各署・所に複数台配備）
- 水槽付きポンプ車：2（藤井寺分署・柏原分署）
- 高規格救急車 : 9（本署に予備車1台含めて合計3台のほか各署・所に1台ずつ配備）
  - 2020年12月まで9台のうち、新型コロナウイルス感染者搬送用1台、予備車1台
  - 2020年12月末より8台（うち、予備車1台）に減少（1台廃車）
  - 2023年１月より再び９台（うち、予備車を１台から２台に増備）
- 救助工作車 ：2（本署・藤井寺分署）※本署は2016年４月の車両更新と同時に高度救助隊が発足
- 救助タンク車（通称：STR）：1（柏原分署）※2020年11月中旬に新規配備
- はしご車：1（本署）
- 資器材搬送車：1（本署）
- 山林資機材積載車：1（本署）
- 指揮車：2（2台とも本署）→うち、予備車1台
- 救急普及啓発広報車（マイクロバスタイプ）: 1（本署）
- 化学車：1（本署）※2019年に柏原分署から本署に配置転換
- 林野工作車：1（柏原分署）※2019年に本署から柏原分署に配置転換
- 大型水槽車：1（本署）
- 応急手当普及啓発車（ワンボックスタイプ）：1（本署）
- 中型バス：1（藤井寺分署）→隊員を被災地に派遣する際などに使用、赤色灯やサイレンはついていないため緊急走行は不可
- その他連絡車や予防車、広報車などを本署にそれぞれ複数台配備